# Tor Sapienza

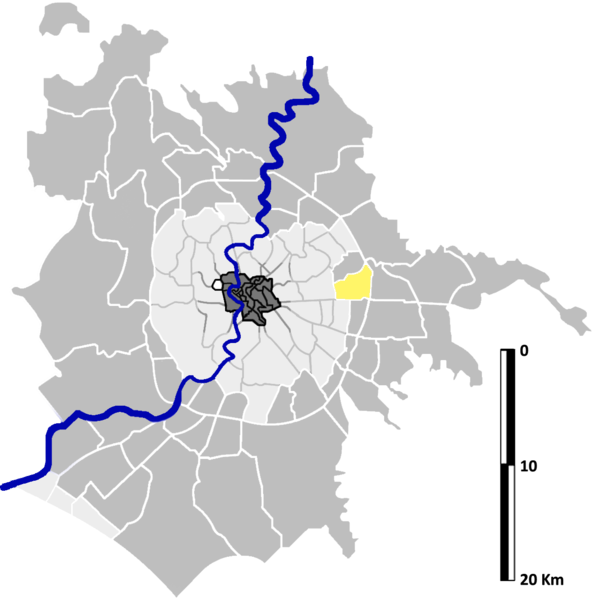
Lage von Tor Sapienza in Rom

Tor Sapienza bezeichnet die achte Zone, abgekürzt als Z.VIII, der italienischen Hauptstadt Rom. Im Gegensatz zu den Rioni, Quartieri und Suburbi sind es die ländlicheren Gebiete von Rom. Sie gehört zum Municipio IV und Municipio V und zählt 26.001 Einwohner (2016). Sie befindet sich im Osten der Stadt innerhalb der römischen Ringautobahn A90 und hat eine Fläche von 7,7466 km². Durch die Zona verläuft von Norden nach Süden die Straße Tor Sapienza.

## Geschichte
Im 13. Jahrhundert wurde ein quadratischer Backsteinturm zwischen Via Collatina und Via Praenestina gebaut. Im 14. Jahrhundert baute die Familie Boccamazzi die Casale Bucchamatiis. Am 15. August 1457 kaufte Kardinal Domenico Capranica das Anwesen. Er übergab es dem Collegio di San Girolamo, und es wurde Sapienza nuova benannt. Der Turm hieß somit Tor Sapienza.
Anfang der 1920er gründete der Eisenbahner Michele Testa die Cooperativa Tor Sapienza dell’Agro Romano. Am 20. Mai 1923 wurden eine Schule, eine Apotheke und eine medizinische Station eingeweiht. Die Genossenschaft baute zuerst 25 Bauernhöfe und dann hundert weitere.
Während des Zweiten Weltkrieges wurde der Turm Tor Sapienza  von den Deutschen als Munitionslager verwendet. Als diese aus dem Gebiet zurückgedrängt wurden, sprengten sie den Turm. Ende der 1990er wurde der Turm wieder aufgebaut.
Die Zone Tor Sapienza wurde am 13. September 1961 durch Beschluss des Commissario Straordinario gegründet. Damals wurde der Ager Romanus in 59 Zonen geteilt, denen eine römische Zahl zugeteilt wurde und ein Z vorgestellt wurde. Davon wurden sechs an die neugegründete Gemeinde Fiumicino komplett ausgegliedert und drei weitere teilweise.

## Besondere Orte
- San Vincenzo de’ Paoli
- Santa Maria Immacolata alla Cervelletta
- Sant’Anna a Tor Tre Teste
- Nostra Signora di Częstochowa
- San Cirillo Alessandrino